# Каринская, Варвара Андреевна
Варвара Андреевна Каринская (Барбара Каринска) (англ. Barbara Karinska; 3 октября 1886, Харьков — 18 октября 1983 или 19 октября 1983, Нью-Йорк, Нью-Йорк) — американская художница по костюмам украинского происхождения, работавшая в музыкальном театре и кино. Благодаря многолетнему сотрудничеству с хореографом Джорджем Баланчиным, значительно повлияла на эстетику костюма его труппы Нью-Йорк Сити балет. 
Лауреат премии «Оскар» за лучший дизайн костюмов для фильма «Жанна д’Арк» (1949, вручалась впервые), номинант на премию «Оскар» за костюмы к фильму-балету «Ханс Кристиан Андерсен» (1953).

## Биография

### В Российской империи
Родилась в семье харьковского купца-миллионера Андрея Яковлевича Жмудского (третья из 10 его детей, старшая дочь). С детства увлекалась вышиванием. Изучала право в Харьковском университете.
В 1908 году вышла замуж за Александра Моисеенко, сына богатого харьковского промышленника. Ее муж умер в 1909 году, через несколько месяцев после рождения их дочери Ирины. В 1910 году выиграла судебный процесс со своим старшим братом, Анатолием, владельцем газеты «Утро», в результате чего получила опеку над его двухлетним сыном Владимиром.
Вскоре Варвара снова вышла замуж за адвоката Николая Каринского (1873—1948). С успешным развитием его юридической практики 1915 года семья Каринской переехала в Москву, где Варвара приобрела квартиру. Варвара стала хозяйкой салона, который принимал интеллигентную публику каждый вечер после театральных или балетных спектаклей. Развивала собственную художественную технику, где использовала комбинацию кусков цветной шелковой марли с фотографиями и рисунками. Темой ее первых работ был балет. После длительного самосовершенствования она выставила 12 своих работ в популярной московской галерее.
После Февральской революции Николая Каринского назначили прокурором Петроградской Судебной палаты. В 1919—1920 гг. он занимал высокие должности на территориях, контролируемых Добровольческой армией. В этот период Варвара с детьми проводили жизнь между Харьковом и Симферополем. После захвата Крыма большевиками семья вынужденно разъединилась — Николай Каринский эмигрировал, а Варвара с детьми осталась в Советской России и вскоре заочно развелась с мужем-«белогвардейцем».
В 1921 году Каринская вернулась в Москву, где вскоре вышла замуж за Владимира Мамонтова, сына одного из богатых московских дореволюционных промышленников. В условиях НЭП Каринская снова открыла салон, где собирались художники, интеллектуалы и чиновники. Она открыла модельное ателье по пошиву одежды и шляпок, антикварную лавку и школу вышивания, которую Советская власть вскоре национализировала.

### В эмиграции
В 1924 году при поддержке наркома просвещения РСФСР А. Луначарского Варвара с семьёй выехала за границу СССР под видом организации выставки работ её учеников в странах Европы. После недолгого пребывания в Берлине и Брюсселе она оказалась в Париже, а в 1939 году переехала с семьёй в Нью-Йорк.
Работала с Сальвадором Дали, Марком Шагалом и другими художниками. Создавала костюмы для труппы «Ballet Russe de Monte Carlo» и других балетных трупп.
В 1940—1970-х гг. ею были изготовлены почти все костюмы к постановкам Джорджа Баланчина, сначала по эскизам художников, потом все чаще самостоятельно: «Вальс» (1951), «Шотландская симфония» (1952), «Щелкунчик» (1954), «Блестящее аллегро» (1956), «Дивертисмент № 15» (1956), «Па де де Чайковского» (1960), «Сон в летнюю ночь» (1962), «Драгоценности» (1967), «Второй концерт Чайковского» (1973). Кроме работы в New York City Ballet, выполняла сценические костюмы для различных танцевальных коллективов, мюзиклов на Бродвее и фильмов в Голливуде. Число балетов, к которым ею были подготовлены костюмы, приближается к 50.
При изготовлении костюмов Каринская применяла мягкие юбки, не мешающие движениям танцовщицы. Каринская считается создателем американского стиля балетной пачки. Она отошла от использования обручей и спиц, изготавливала многослойные лёгкие пачки, которые показывали и талию, и ноги балерины.
В 1949 году вместе с Дороти Джикинс стала лауреатом первой премии «Оскар» за лучший дизайн костюмов в цветном кино («Жанна д’Арк», 1948). В 1953 году совместно с Мэри Уиллс и Антони Клаве была номинирована на премию «Оскар» в той же категории за костюмы к фильму-балету «Ханс Кристиан Андерсен».

## Память
- 2003 — в Харькове общественные активисты образовали Фонд имени Варвары Каринской
- 2004 — основан Международный фестиваль моды и театрального костюма им. Каринской
- 2005 — в Харькове на бывшем доме семьи Жмудского (ул. Григория Сковороды, 31) установлена мемориальная табличка в честь Варвары Каринской (скульптор С. Ястребов)
- 2015 — в Харькове именем Варвары Каринской названа улица в Киевском районе города (бывшая улица Марселя Кашена).